# كأس الاتحاد الأوروبي 1976–77
كأس الاتحاد الأوروبي 1976–77 هو الموسم السادس من بطولة كأس الاتحاد الأوروبي. أقيم بمشاركة 64 فريقاً، وحقق يوفنتوس الإيطالي لقب البطولة للمرة الأولى في تاريخه بعد تعادله في النهائي على أتلتيكو مدريد الإسباني بنتيجة 2-2 في مجموع المباراتين وتفوقه بأفضلية الهدف خارج الأرض.